# Nijhoven

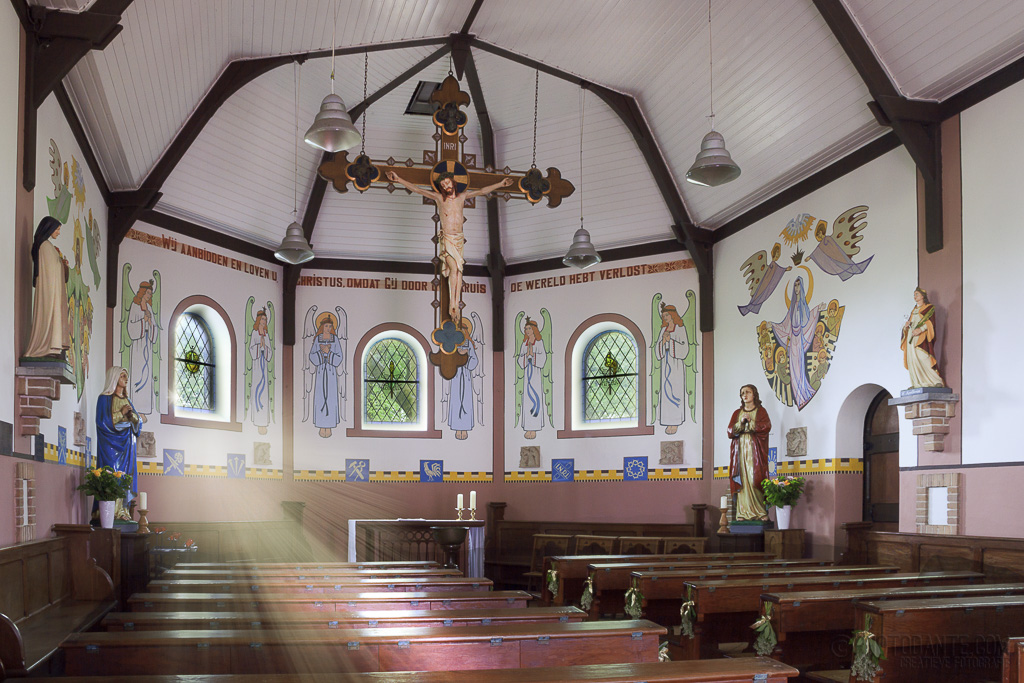
Salvatorkapel, Kapel van Baarle-Nijhoven

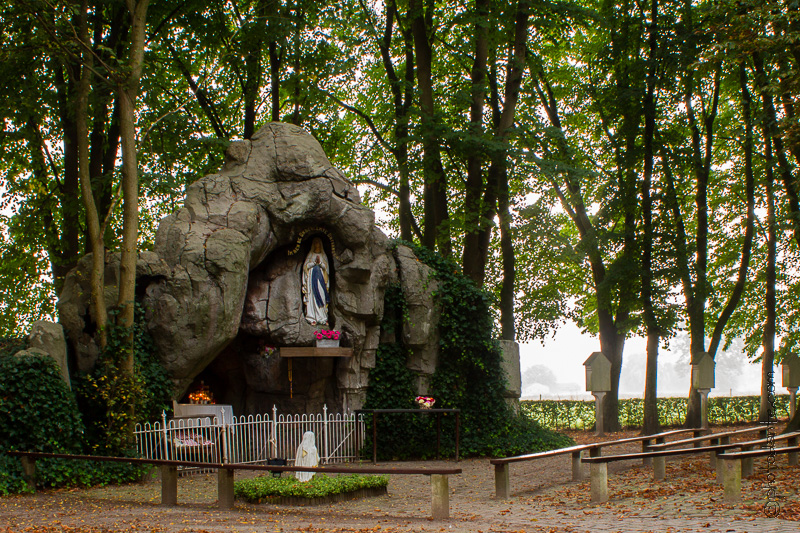
Lourdesgrot, Baarle-Nijhoven

Nijhoven is een buurtschap in de gemeente Baarle-Nassau ten oosten van het dorp Baarle.
De naam van de buurtschap is op te delen in twee delen. Nij en Hoven. Nij is Brabants voor Nieuw. Hoven duidt op Hoeven. De naam van de buurtschap is dus vrij te vertalen naar Nieuwe Hoeven.
Deze "hoeve" is de oudste boerderij in deze buurtschap en is opgenomen als rijksmonument, ook de "kuil" behoorde destijds bij deze boerderij.
In de Middeleeuwen moet hier al een nederzetting zijn geweest, maar mogelijk woonden er op deze plaats nog eerder mensen. In het zuiden van de buurtschap is een kuil tussen grote bomen. Deze kuil is te vinden in het centrum van de buurtschap. Deze kuil wordt de Buyckxe Kuil genoemd. Een familie Buyckx was eigenaar van het land waarop de kuil zich bevindt.
Uit documenten blijkt, dat de inwoners van Nijhoven in 1650 toestemming krijgen om een vijver te graven. De behoefte voor zo'n waterplas was er om het vee te drinken te geven. Tevens om er vis te kweken. In noodgevallen had men ook de beschikking over bluswater.
Tussen Nijhoven en Baarle is er de Sint-Salvatorkapel te vinden.
Dorpen: Baarle (deels) · Castelré · Ulicoten

Buurtschappen: Baarle-Nassau Grens · Boschhoven · Driehuizen · Eikelenbosch · Gorpeind · Groot-Bedaf · 't Groeske · Heesboom · Heikant · Heikant · Het Goordonk · Hoogeind · Huisvennen · Keizershoek · Klein-Bedaf · Liefkenshoek · Loveren · Maaijkant · Nieuwe Strumpt · Nijhoven · Oude Strumpt · Reth · Reuth · Schaluinen · Tommel · Veldbraak · Voske

Noord-Brabant: Steden en dorpen      Nederland: Provincies · Gemeenten